# Río Acodado
El río Acodado es un curso natural de agua que nace de los derrames de los glaciares HPN 2 y HPN 3 que a su vez se desprenden del glaciar Acodado vecino del glaciar Steffen del campo de hielo patagónico norte.

## Trayecto
El río fluye con dirección general norte hasta desembocar tras corto recorrido en el seno Jesuitas del golfo de Penas.